# Andrews (Texas)
Andrews város az USA Texas államában. Lakosainak száma 13 487 fő (2020. április 1.).

## Népesség
A település népességének változása:

| 2010 | 11 088 |
| 2020 | 13 487 |